# Mikel Oyarzabal
Pour les articles homonymes, voir Oyarzábal.
Oyarzabal  Ugarte est un nom espagnol. Le premier nom de famille, en général paternel, est Oyarzabal ; le second, en général maternel, souvent omis, est Ugarte.
Mikel Oyarzabal Ugarte, né le 21 avril 1997 à Eibar (Guipuscoa) en Espagne, est un footballeur international espagnol. Il joue au poste d'ailier à la Real Sociedad.

## Biographie

### En club
Mikel Oyarzabal commence le football au SD Eibar, le club de sa ville natale. Après une première sollicitation par l'Athletic Club refusée par ses parents qui la considèrent prématurée, Oyarzabal rejoint au niveau cadet la Real Sociedad. Il débute en Liga en octobre 2015 sur le terrain du Levante UD. Porteur du numéro 28, il entre en jeu à la place de Carlos Vela et son équipe s'impose par quatre buts à zéro,.
Il inscrit son premier but en Liga face à l'Espanyol de Barcelone le 8 février 2016 (victoire 5 à 0 de la Real Sociedad).
En août 2018, quelques semaines après avoir quitté son numéro 18 pour le numéro 10 devenu disponible après la retraite de Xabi Prieto,, Oyarzabal signe une prolongation de contrat jusqu'en juin 2024. Sa clause libératoire, initialement de 50 millions d'euros (60 en cas de sollicitation par l'Athletic Club), est portée à 75 millions d'euros.
Avec les multiples blessures de son coéquipier Asier Illarramendi, il hérite du brassard de capitaine, et rentre dans l'histoire du club en étant le seul buteur durant la finale de la Coupe du Roi 2020 contre le grand rival, l'Athletic Club.
Durant la saison 2021-2022, il est victime d'une rupture des ligaments croisés à l'entrainement, et voit donc sa saison écourtée.
En février 2023, alors qu'il est rétabli de sa blessure, il signe une nouvelle prolongation de quatre ans de contrat avec la Real Sociedad, sans modification de sa clause libératoire.
Le 1er décembre 2024, il atteint la barre des 100 buts avec la Real en marquant contre le Real Betis (victoire 2-0).

### En sélection

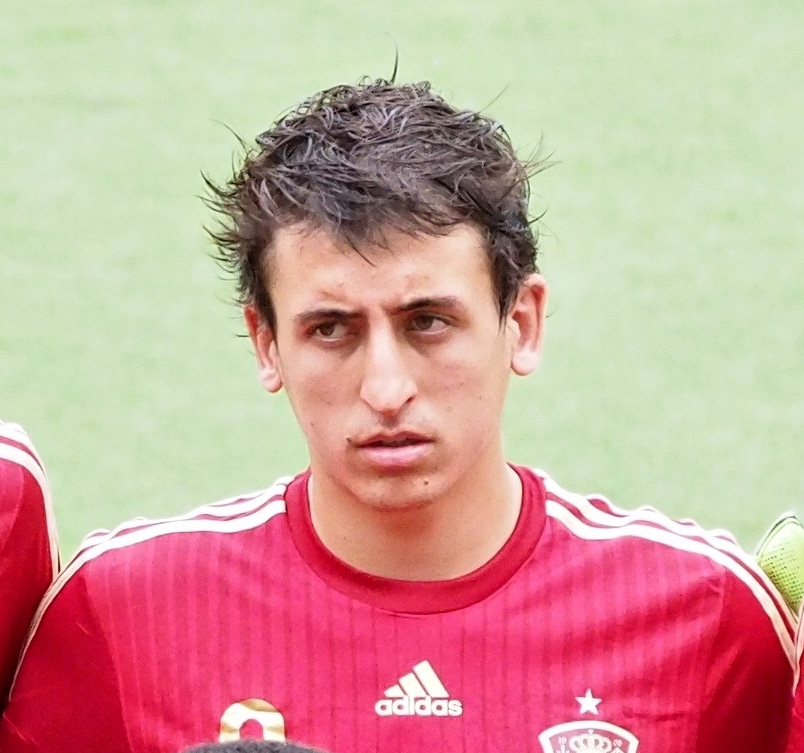
Oyarzabal sous le maillot de l'Espagne -18 ans, le 13 août 2015.

Avec les espoirs, il participe à deux reprises au championnat d'Europe espoirs, en 2017 puis en 2019. Lors de l'édition 2017, il joue trois matchs. Les Espagnols s'inclinent en finale face à l'Allemagne. Lors de l'édition 2019, il joue cinq matchs. Il s'illustre en inscrivant deux buts, contre la Pologne en phase de poule, puis contre la France en demi-finale. Il délivre également une passe décisive lors de la finale remportée face aux Allemands, pour une revanche de la finale de 2017.
Le sélectionneur Vicente del Bosque fait débuter Mikel Oyarzabal en équipe d'Espagne le 29 mai 2016 lors d'un match amical face à la Bosnie (victoire 3 à 1). Il inscrit son premier but en équipe nationale lors de sa deuxième sélection, le 10 juin 2019, contre la Suède. Ce match gagné 3-0 rentre dans le cadre des éliminatoires de l'Euro 2020.
Il fait partie de la liste de 24 joueurs établie par le sélectionneur Luis Enrique pour l'Euro 2020. Lors du tournoi, il inscrivit le cinquième but de l'Espagne face à la Croatie en huitième de finale permettant aux sien de gagner 5-3 après prolongations et de qualifier les Espagnols en quarts-de-finale. 
En mai 2024, il figure dans une liste élargie de 29 joueurs appelés par Luis de la Fuente pour l'Euro 2024 puis il fait partie de la liste définitive de 26 joueurs publiée le 7 juin,. C'est lui qui marque le but vainqueur en finale contre l'Angleterre alors qu'il avait débuté la finale sur le banc des remplaçants. L'Espagne remporte à cette occasion son quatrième trophée.
En mai 2025, il fait partie du groupe de 26 joueurs convoqués pour participer à la phase finale de la Ligue des nations.

## Statistiques

### Statistiques détaillées
| Saison                | Club                  | Championnat           | Championnat | Championnat | Championnat | Coupe(s) nationale(s) | Coupe(s) nationale(s) | Coupe(s) nationale(s) | Supercoupe | Supercoupe | Supercoupe | Compétition(s) continentale(s) | Compétition(s) continentale(s) | Compétition(s) continentale(s) | Compétition(s) continentale(s) | Espagne | Espagne | Espagne | Total | Total | Total |
| Saison                | Club                  | Division              | M.          | B.          | P.d.        | M.                    | B.                    | P.d.                  | M.         | B.         | P.d.       | Comp.                          | M.                             | B.                             | P.d.                           | M.      | B.      | P.d.    | M.    | B.    | P.d.  |
| 2015-2016             | Real Sociedad         | Liga                  | 22          | 6           | 1           | 2                     | 0                     | 0                     | -          | -          | -          | -                              | -                              | -                              | -                              | 1       | 0       | 0       | 25    | 6     | 1     |
| 2016-2017             | Real Sociedad         | Liga                  | 38          | 2           | 7           | 5                     | 2                     | 1                     | -          | -          | -          | -                              | -                              | -                              | -                              | -       | -       | -       | 43    | 4     | 8     |
| 2017-2018             | Real Sociedad         | Liga                  | 35          | 12          | 5           | 2                     | 0                     | 0                     | -          | -          | -          | C3                             | 6                              | 2                              | 1                              | -       | -       | -       | 43    | 14    | 6     |
| 2018-2019             | Real Sociedad         | Liga                  | 37          | 13          | 2           | 4                     | 1                     | 0                     | -          | -          | -          | -                              | -                              | -                              | -                              | 1       | 1       | 0       | 42    | 15    | 2     |
| 2019-2020             | Real Sociedad         | Liga                  | 37          | 10          | 11          | 8                     | 3                     | 2                     | -          | -          | -          | -                              | -                              | -                              | -                              | 5       | 1       | 1       | 50    | 14    | 14    |
| 2020-2021             | Real Sociedad         | Liga                  | 33          | 11          | 6           | 2                     | 1                     | 1                     | 1          | 1          | 0          | C3                             | 7                              | 0                              | 1                              | 12      | 3       | 0       | 55    | 16    | 8     |
| 2021-2022             | Real Sociedad         | Liga                  | 22          | 9           | 3           | 5                     | 3                     | 0                     | -          | -          | -          | C3                             | 6                              | 3                              | 0                              | 2       | 1       | 2       | 35    | 16    | 5     |
| 2022-2023             | Real Sociedad         | Liga                  | 23          | 4           | 1           | 3                     | 0                     | 0                     | -          | -          | -          | C3                             | 2                              | 0                              | 0                              | 2       | 0       | 0       | 30    | 4     | 1     |
| 2023-2024             | Real Sociedad         | Liga                  | 33          | 9           | 2           | 4                     | 3                     | 0                     | -          | -          | -          | C1                             | 7                              | 2                              | 0                              | 14      | 6       | 2       | 58    | 20    | 4     |
| 2024-2025             | Real Sociedad         | Liga                  | 35          | 9           | 3           | 6                     | 4                     | 4                     | -          | -          | -          | C3                             | 12                             | 5                              | 1                              | 8       | 4       | 2       | 61    | 22    | 10    |
| 2025-2026             | Real Sociedad         | Liga                  | 1           | 0           | 0           | -                     | -                     | -                     | -          | -          | -          | -                              | -                              | -                              | -                              | -       | -       | -       | 1     | 0     | 0     |
| Total sur la carrière | Total sur la carrière | Total sur la carrière | 316         | 85          | 41          | 41                    | 17                    | 8                     | 1          | 1          | 0          | -                              | 40                             | 12                             | 3                              | 45      | 16      | 7       | 443   | 131   | 59    |

### Buts en sélection
| Liste des buts en sélection de Mikel Oyarzabal | Liste des buts en sélection de Mikel Oyarzabal | Liste des buts en sélection de Mikel Oyarzabal | Liste des buts en sélection de Mikel Oyarzabal | Liste des buts en sélection de Mikel Oyarzabal | Liste des buts en sélection de Mikel Oyarzabal | Liste des buts en sélection de Mikel Oyarzabal | Liste des buts en sélection de Mikel Oyarzabal | Liste des buts en sélection de Mikel Oyarzabal | Liste des buts en sélection de Mikel Oyarzabal |
| 0                                              | Date                                           | Sél.                                           | Lieu                                           | Résultat                                       | Adversaire                                     | Compétition                                    | Détail                                         | Détail                                         | Détail                                         |
| ---------------------------------------------- | ---------------------------------------------- | ---------------------------------------------- | ---------------------------------------------- | ---------------------------------------------- | ---------------------------------------------- | ---------------------------------------------- | ---------------------------------------------- | ---------------------------------------------- | ---------------------------------------------- |
| 1                                              | 10 juin 2019                                   | 2                                              | Santiago Bernabéu, Madrid, Espagne             | 3-0                                            | Suède                                          | Éliminatoires Euro 2020                        | 87e                                            | du pied gauche                                 | 3-0                                            |
| 2                                              | 18 novembre 2019                               | 7                                              | Cívitas Metropolitano, Madrid, Espagne         | 5-0                                            | Roumanie                                       | Éliminatoires Euro 2020                        | 90+1e                                          | du pied gauche                                 | 5-0                                            |
| 3                                              | 10 octobre 2020                                | 8                                              | Stade Alfredo Di Stéfano, Madrid, Espagne      | 1-0                                            | Suisse                                         | Ligue des nations de l'UEFA 2020-2021          | 14e                                            | du pied gauche                                 | 1-0                                            |
| 4                                              | 17 novembre 2020                               | 11                                             | Stade de la Cartuja, Séville, Espagne          | 6-0                                            | Allemagne                                      | Ligue des nations de l'UEFA 2020-2021          | 89e                                            | du pied droit                                  | 6-0                                            |
| 5                                              | 28 juin 2021                                   | 17                                             | Parken Stadium, Copenhague, Danemark           | 3-5 (a.p.)                                     | Croatie                                        | Euro 2020                                      | 103e                                           | du pied gauche                                 | 3-5                                            |
| 6                                              | 10 octobre 2021                                | 21                                             | San Siro, Milan, Italie                        | 1-2                                            | France                                         | Ligue des Nations 2020-2021 (Finale)           | 64e                                            | du pied gauche                                 | 1-0                                            |
| 7                                              | 16 novembre 2023                               | 26                                             | Limassol Arena, Limassol, Chypre               | 1-3                                            | Chypre                                         | Éliminatoires de l'Euro 2024                   | 22e                                            | du pied gauche                                 | 0-2                                            |
| 8                                              | 5 juin 2024                                    | 29                                             | Estadio Nuevo Vivero, Badajoz, Espagne         | 5-0                                            | Andorre                                        | Match amical                                   | 53e                                            | du pied gauche                                 | 2-0                                            |
| 9                                              | 5 juin 2024                                    | 29                                             | Estadio Nuevo Vivero, Badajoz, Espagne         | 5-0                                            | Andorre                                        | Match amical                                   | 66e                                            | du pied gauche                                 | 3-0                                            |
| 10                                             | 5 juin 2024                                    | 29                                             | Estadio Nuevo Vivero, Badajoz, Espagne         | 5-0                                            | Andorre                                        | Match amical                                   | 73e                                            | du pied droit                                  | 4-0                                            |
| 11                                             | 8 juin 2024                                    | 30                                             | Stade de Son Moix, Palma, Espagne              | 5-1                                            | Irlande du Nord                                | Match amical                                   | 60e                                            | du pied droit                                  | 5-1                                            |
| 12                                             | 14 juillet 2024                                | 37                                             | Stade olympique, Berlin, Allemagne             | 2-1                                            | Angleterre                                     | Euro 2024                                      | 86e                                            | du pied droit                                  | 2-1                                            |
| 13                                             | 15 novembre 2024                               | 41                                             | Parken Stadium, Copenhague, Danemark           | 1-2                                            | Danemark                                       | Ligue des nations de l'UEFA 2024-2025          | 15e                                            | du pied droit                                  | 0-1                                            |
| 14                                             | 23 mars 2025                                   | 43                                             | Stade de Mestalla, Valence, Espagne            | 3 - 3 5-4 t.a.b                                | Pays-Bas                                       | Ligue des nations de l'UEFA 2024-2025          | 8e                                             | du pied gauche                                 | 1-0                                            |
| 15                                             | 23 mars 2025                                   | 43                                             | Stade de Mestalla, Valence, Espagne            | 3 - 3 5-4 t.a.b                                | Pays-Bas                                       | Ligue des nations de l'UEFA 2024-2025          | 67e                                            | de la tête                                     | 2-0                                            |

## Palmarès

### En club
- Real Sociedad
  - Vainqueur de la Coupe d'Espagne en 2020

### En équipe nationale
- Espagne espoirs
  - Vainqueur du Championnat d'Europe espoirs en 2019

- Espagne olympique
  -  Médaillé d'argent aux Jeux olympiques en 2021

- Espagne
  - Vainqueur du Championnat d'Europe 2024
  - Finaliste de la Ligue des nations en 2021 et 2025